# Biomasseheizkraftwerk Magdeburg-Rothensee
Das Biomasseheizkraftwerk Magdeburg-Rothensee befindet sich in Sachsen-Anhalts Landeshauptstadt Magdeburg im Stadtteil Rothensee an der A 2.
Im Juni 2012 wurde das durch die Magdeburger GETEC Energie AG errichtete und durch die Biopellet Magdeburg GmbH & Co. KG betriebene Biomasseheizkraftwerk  im Industriepark Rothensee in Probebetrieb genommen. Es verfügt über einen Biomassekessel, welcher mit naturbelassenen Holzhackschnitzeln und Landschaftspflegeholz befeuert wird. Im nachgeschalteten Thermalölkessel und der ORC-Anlage erfolgen durch eine Kraft-Wärme-Kopplung die Wärmeversorgung von 12 MWth und Stromerzeugung von etwa 2 MWel.
Das Kraftwerk versorgt das benachbarte Holzpelletierwerk der Biopellet Magdeburg GmbH & Co. KG, den Windkraftanlagenhersteller Enercon sowie weitere Industriekunden mit Wärme.